# Rodolfo Betti
Rodolfo Betti (Perugia, 1920 – Albania, 7 ottobre 1943) è stato un militare italiano.

## Biografia
Come tenente di complemento del 129º Reggimento Fanteria della Divisione "Perugia", al momento dell'armistizio si trovava in Albania. Betti partecipò alla sfortunata resistenza contro i tedeschi. Catturato, nonostante fosse stato escluso dal novero di coloro che i tedeschi avevano deciso di fucilare per ritorsione, volle essere tra le vittime della rappresaglia nazista, come ricorda la motivazione della medaglia d'oro al valor militare: non appena vide fucilato il suo comandante, il colonnello Gustavo Lanza, corse davanti a tutti gridando: "Assassini, voglio morire con il mio colonnello!", venendo così crivellato da una raffica di colpi.

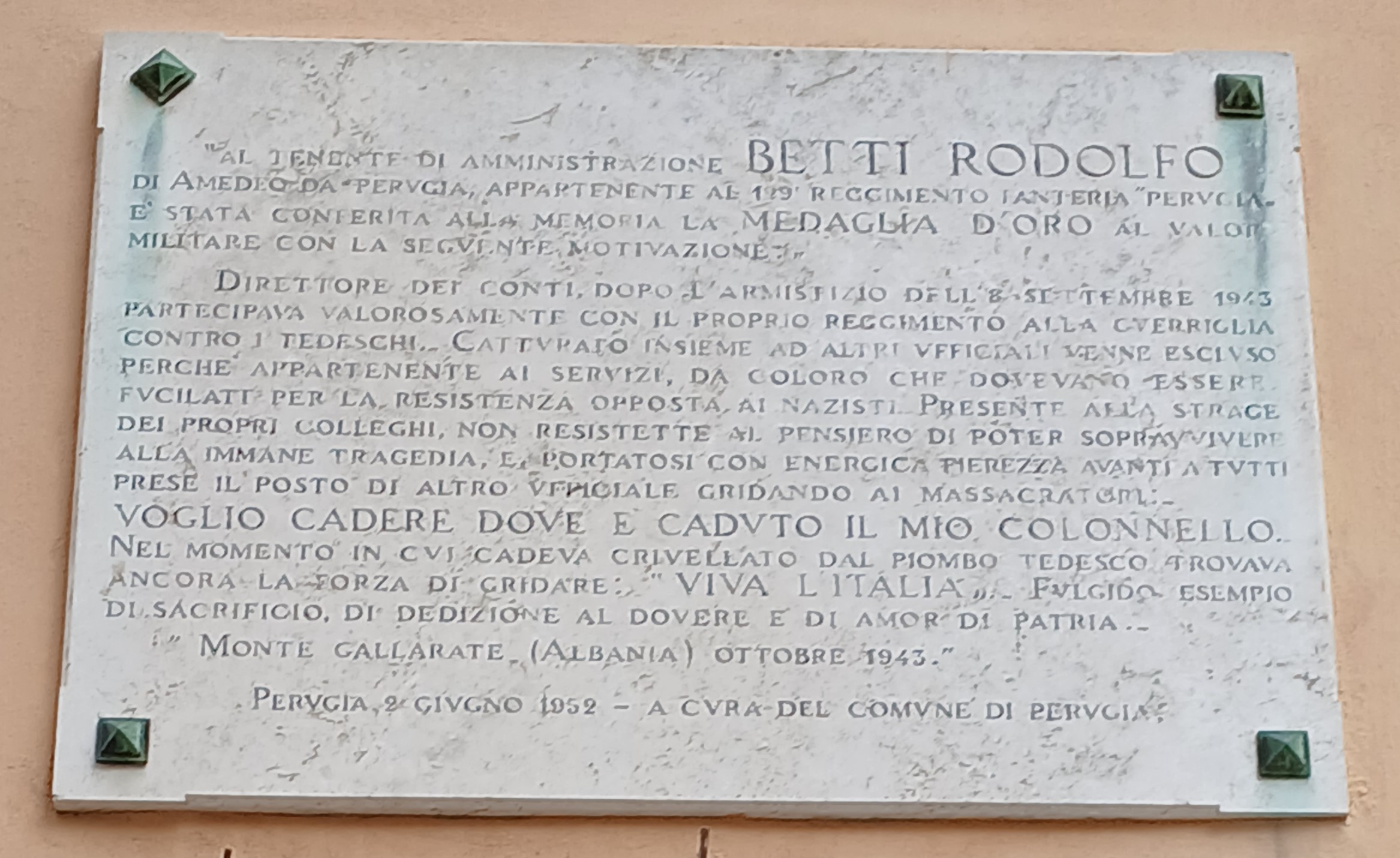
Targa commemorativa a Perugia

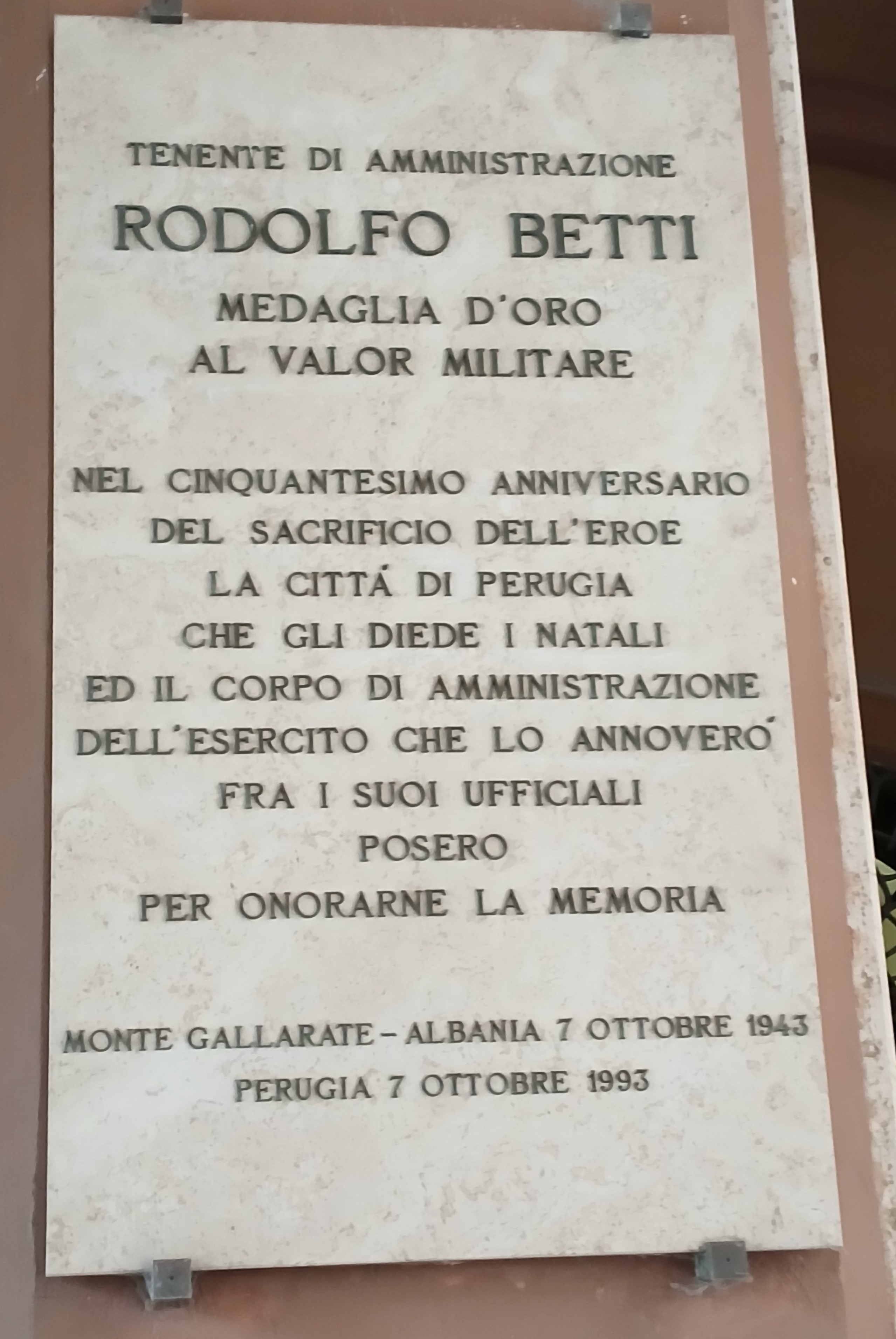
Lapide all'interno del Palazzo della Provincia e della Prefettura

A Bari, chiamano Palazzo Betti il settecentesco edificio dove hanno sede gli Uffici giudiziari e sul cui ingresso è fissata una lapide che ricorda il valoroso ufficiale. La sua città natale lo ricordò con una strada e una targa commemorativa. Nel 1993, per celebrare il cinquantesimo anniversario del suo sacrificio, è stata posta una lapide all'interno del Palazzo della Provincia e della Prefettura.